# Kronologija Domovinskog rata: srpanj 1993.

### 1. srpnja
- Poslije napada na mostarsku vojarnu Tihomir Mišić i hrvatska naselja u Bijelom Polju jake borbe između muslimanskih i hrvatskih postrojbi vođene u sjevernom dijelu Mostara i uskom pojasu uz rijeku Neretvu.[1]
- Slovenski nacionalisti oštro reagirali na slovensko-hrvatsko zbližavanje odnosa.[1]
- Odbor visokih dužnosnika KESS-a potvrdio već poznato stajalište te organizacije da se trajno rješenje sukoba u BiH mora naći na temelju njezine teritorijalne cjelovitosti i odgovarajuće zaštite ljudskih prava.[1]

### 2. srpnja
- Nakon neuspjelog pokušaja da u potpunosti ovladaju prostorima Žepča i Novog Šehera, muslimanske snage proširile ofenzivu na Fojnicu, iako je proglašena zonom mira.[1]
- Usprkos Rezoluciji 816 Vijeća sigurnosti UN, kojom je odlučeno da se uz pomoć zrakoplovnih snaga NATO-a provede zabrana letanja iznad BiH, Srbi i dalje lete - onoliko koliko im treba.[1]

### 3. srpnja
- Muslimanske snage i dalje napadaju hrvatska naselja oko Žepča, Maglaja i Zavidovića, to isto čine i u prozorskoj općini, gdje napadaju sela Uzdol, Juriće i Ljubunce.[1]
- Francuski arhitekt i crnogorski princ Nicolas Petrovich-Njegoss, nasljednik prijestolja Crne Gore, uputio preko lista Le Figaro, dvostruku poruku svojim sunarodnjacima - protiv rata i protiv plana o stvaranju velike Srbije.[1]

### 4. srpnja
- Hrvatski branitelji polako, ali sigurno, vraćaju izgubljeni teritorij kod Bijelog polja, koji su muslimanske snage okupirale prvog dana podmukle agresije na Mostar.[1]
- Spriječena muslimanska izdaja boraca HVO-a.[1]

### 5. srpnja
- Na redovitoj mjesečnoj konferenciji za tisak, predsjednik Tuđman rekao da Hrvatska ne želi razgovarati ni o kakvoj zamjeni teritorija, ali je spremna razmotriti svaki prijedlog u okviru cjelokupnog rješenja pitanja UNPA područja.[1]
- Zapovjedništvo kakanjske brigade HVO-a Kotromanić poslalo apel predsjedniku HZ Herceg-Bosna Mati Bobanu da pomogne hrvatskom narodu koji na tom području proživljava tragediju.[1]
- Agresija muslimanske vojske na srednju Bosnu traje već mjesec dana - muslimanske snage pale, pljačkaju, ubijaju i otimaju sve što je hrvatsko, a u okruženju se našlo oko 150.000 Hrvata.[1]
- Šesnaest američkih vojnika, koji čine prvi dio skupine što prethodi američkih bataljunu koji bi trebao biti razmješten u Makedoniji, stiglo u Skopje.[1]
- Mađarski carinici izvješćuju da je jedna srpska cisterna, na njihovo iznenađenje, projurila kroz mađarsku graničnu postaju brzinom od oko 70 km na sat, probivši rampu odjurila u Srbiju.[1]

### 6. srpnja
- Zadrani ponovno pozvani da se pridržavaju mjera opće opasnosti jer Srbi u posljednje vrijeme grad napadaju noću ili u ranim jutarnjim satima.[1]
- Smrt vreba na 200.000 Hrvata u općinama Kiseljak i Kreševo, jer nema medicinske ustanove koja bi bila u stanju pružiti odgovarajuću medicinske ustanove koja bi bila u stanju pružiti odgovarajuću medicinsku skrb, a muslimanske postrojbe potpuno onemogućuju pristupe bolnicama u Travniku, Zenici, Tuzli, Konjicu i Jablanici.[1]
- Dok na ramskom području muslimanske snage napadaju pripadnike HVO-a, to isto čine Srbi na drugoj strani BiH, u gradačačkoj općini.[1]
- NATO dovršio planove za uporabu oko 80 raznih zrakoplova iz SAD, Francuske, Nizozemske i Britanije u zaštiti snaga UN razmještenih u muslimanskim zaštićenim zonama.[1]
- Kao odgovor na srpska osvajanja i etničko čišćenje u bivšoj Jugoslaviji, EZ i UN, predvođeni Francuskom, Britanijom i SAD, već 21 mjesec sprečavaju dostavu oružja žrtvama agresije - piše sveučilišni profesor iz Chicaga Albert Wohlstetter u Wall Street Journalu.[1]
- Predsjednici Turske i Irana, Sulejman Demirel i Hashemi Rafsanjani, zajednički zatražili ukidanje embarga na izvoz oružja u BiH.[1]
- Najtiražniji austrijski list Neue Kronen Zietung objavio kako je Hrvatska rizična, a Crna Gora sigurna kao moguća turistička destinacija.[1]

### 7. srpnja
- Četnici srušili crkvu Sv. Katerine, staru više od dvjesta godina u Ceriću u vinkovačkoj općini.[1]
- Duž cijele ličke bojišnice četnici provocirali i pokušavali pješačkim napadima probiti linije obrane.[1]
- Vijeće sigurnosti počelo u New Yorku raspravu o mogućem odašiljanju postrojbi za nadzor 1.100 kilometara duge granice BiH prema Republici Hrvatskoj i Srbiji.[1]

### 9. srpnja
- Muslimanske snage nesmanjenom žestinom napadaju u dolini Neretve i srednjoj Bosni.[1]
- Za žestok napad na Vitez muslimanske snage koristile UNPROFOR kao štit, tako da HVO - iako je napad bio dug, nije uzvratio.[1]
- Jugoslavenska Vlada u Beogradu nametnula osoblju UN obvezu obnavljanja viza nakon svakog trećeg putovanja u BiH.[1]
- Četnici granatirali Turanj, predgrađe Karlovca.[1]
- U političkoj izjavi čelnici G-7 jednako potužili Srbiju i Hrvatsku za komadanje BiH.[1]
- SAD oštro prosvjedovale kod beogradskih vlasti zbog njihove odluke da obustave misiju KESS-a u Srbiji.[1]

### 10. srpnja
- Slovenski parlament usvojio Rezoluciju o odnosima s Hrvatskom.[1]
- Ne prestaje napad muslimanskih snaga na Hrvate u dolini Neretve i u središnjoj Bosni.[1]
- U 24-satnom napadu muslimanskih snaga na Vitezcrte obrane se nisu pomaknule.[1]
- U Veleposlanstvu BiH u Zagrebu održana sjednica Predsjedništva BiHkojoj je predsjedao Ejup Ganić - sjednici su bili nazočni, uz Ganića s muslimanske strane, i Fikret Abdić, a sa srpske strane Tatjana Mijatović, Miro Lazović i Mirko Pejanović, od Hrvata bili su Franjo Boras, Mile Akmadžić i Miro Lasić.[1]

### 11. srpnja
- Puna tri sata četnici su minobacačima napadali Dubravice i Skradin - Hrvatski grad spomenik, pa je Hrvatska vojska morala uzvratiti.[2]
- Zbog žestokih napada muslimanske vojske,u dolini Neretve i središnjoj Bosni pravi pakao za oko 200.000 Hrvata, a najgore stanje u Kiseljaku, Busovači i Novom Travniku.[2]
- Hrvati iz sela u dolini Neretvice uspjeli se probiti iz dvomjesečne muslimanske blokade.[2]
- U Veleposlanstvu BiH u Zagrebu nastavljena sjednica Predsjedništva BiHo budućem uređenju te države, na kojoj se Predsjedništvo složilo da BiH bude federacija.[2]

### 12. srpnja
- General Philippe Morillon u Sarajevu predao dužnost glavnog zapovjednika UNPROFOR-a za BiH Belgijanjcu Francisu Brequemontu.[2]
- Završena sjednica Predsjedništva BiH u Zagrebu, na kojoj je prevladalo mišljenje da se BiH organizira kao savezna država.[2]
- Napadi Muslimana na hrvatske postrojbe u središnjoj Bosni i dolini Neretvenastavljaju se nesmanjenom žestinom.[2]
- Glavni stožer UNPROFOR-a u Sarajevu potvrdio da su Srbi zauzeli Trnovo i na taj način presjekli komunikaciju Sarajeva sa Hercegovinom.[2]
- Slovenija nije spremna potpisati sporazum o prijateljstvu i suradnji s Republikom Hrvatskom - takav prijedlog slovenske vlade podržao Odbor Državnog doma za međunarodne odnose.[2]
- Dva zrakoplova MiG-21 jugoslavenske vojske narušila mađarski zračni prostor uletjevši 10 km u unutrašnjost zemlje.[2]
- Odjel Foreign Officea za područje istočnog Jadrana objavio da britanska vlada potvrđuje svoju dosljednost i priznaje suverenost Hrvatske nad krajinom.[2]

### 13. srpnja
- Pobunjeni hrvatski Srbi granatama ometaju otvaranje zadarskog aerodroma i pontonskog mosta u Maslenici.[2]
- Bivši medijator Europske zajednice lord Carington ozbiljno sumnja da će se srpskom predsjedniku Miloševiću suditi za ratne zločine.[2]
- Mirovni pregovarači lord David Owen i Thorvald Stoltenberg upozoravaju Vijeće sigurnosti UN da će se Ujedinjeni narodi morati povući iz BiH, ako hitno ne spriječi rasulo cjelokupne operacije UN.[2]

### 15. srpnja
- Pobunjeni hrvatski Srbi sa 150 projektila napali Karlovac, Dugu Resu i Ogulin.[2]
- Prema izvješću brodskoposavske Policijske uprave, četnici susjednog Bosanskog Broda posljednjih dana sve češće izazivaju pucajući iz pješačkog oružja prema stambenim zgradama Slavonskog Broda.[2]
- U Mostarskoj tvornici Soko muslimanske su snage (Armija BiH) ubile 15 osoba.[2]
- Britanska ideja o sankcijama protiv Hrvatske nije još naišla na francusku potporu.[2]

### 16. srpnja
- U Ženevi se sastali hrvatski predsjednik dr. Franjo Tuđman i srpski predsjednik Slobodan Milošević, te razgovarali o BiH kao mogućoj konfederaciji.[2]
- Sasvim je jasno da je uništenje Vukovara ratni zločin najvišeg stupnja, ideja da će neka vojska sustavno uništavati neki grad naprosto je nepojmljiva i ono što se događalo u Vukovaru čista je kriminalna djelatnost - izjavio američki ambasador Peter W. Galbraith nakon posjeta Vukovaru.[2]
- Više od 2.000 muslimanskih projektila palo na Fojnicu - 22 osobe, uglavnom Hrvati su ubijene,a veliki broj ih je ranjen.[2]
- Vijeće sigurnosti podnijelo zahtjev Republici Hrvatskoj da odustane od puštanja u promet Masleničkog mosta.[2]
- Šef njemačke diplomacije Klaus Kinkel priznao da UN nisu u UNPA zonama provele u djelo ono što su Hrvatskoj obećale, ali, ipak, drži da Hrvatska nema pravo na jednostrane akcije.[2]
- Radovan Karadžić protivi se povlačenju UNPROFOR-a iz BiH, ali i eventualnom dolasku snaga NATO-a koje bi štitile UNPROFOR.[2]

### 18. srpnja
- Dr. Tuđman svečano otvorio most preko Novskog ždrila i zrakoplovnu luku u Zemuniku nedaleko Zadra.[2]
- Sve što je prethodilo dogovoru o Masleničkom mostu i zračnoj luci u Zemuniku u pariškim se krugovima uspoređuje s pokerom u kojem je bank držao predsjednik Tuđman.[2]

### 19. srpnja
- Nakon duljeg primirje neprijatelj ponovno oružjem izazvao na novogradiškom području.[2]
- Četnički napadi na dugoreškom području.[2]
- Muslimanska ofenziva na hrvatskim prostorima poprima sve šire razmjere - na udaru se našli Bugojno i Vitez. U bugojanskim selima je počinjen veći broj ratnih zločina nad tamošnjim Hrvatima: u selu Jablanje ubijeno je 5 Hrvata, u selu Odžak je ubijeno 7 Hrvata, a u selu Gračanica ubijeno je 17 Hrvata.[2]
- Nakon dvodenevnih pokušaja, promatračka ekipa UN-a uspjela je ući u Fojnicu, a kako su rekli na konferenciji za novinare u sarajevskom sjedištu UNPROFOR-a, Fojnica je potpuno opustošena i pripadnici mirovnih snaga u njoj nisu našli nikoga osim 230 mentalno bolesnih osoba.[2]
- Otvaranje zadarske zračne luke i masleničkog mosta britanski novinari opisali kao čin hrvatske hrabrosti, dok su francuski mediji istakli da se Hrvatska snalazi sama.[2]
- Organizacije kriminalaca iz Beograda nude u Britaniji i Americi video-snimke sadističkog iživljavanja nad Bosankama.[2]

### 20. srpnja
- U Beču nastavljeni pregovori hrvatskog izaslanstva i pobunjenih Srba o konkretizaciji ženevskih pregovora, a nakon što su obje strane naglasile svoju spremnost za mirno rješenje sukoba, pregovarat će se i o novom primirju, koje bi trebao nadzirati UNPROFOR.[2]
- Muslimanska ofenziva na hrvatske prostore nastavlja se nesmanjenom žestinom, u plamenu je i bugojanska bolnica, koja se nalazi između dvije vatre pa je ranjenicima nemoguće pružiti bilo kakvu pomoć.[2]
- UNPROFOR prevozio granate muslimanskim snagama koje su ih iskoristile za napade na hrvatske položaje oko Žepča.[2]
- U muslimanskoj ofenzivi na branitelje Viteza poginulo 9 (devet) hrvatskih vojnika.[2]
- Njemački ministar vanjskih poslova Klaus Kinkel, nakon sastanka Vijeća ministara EZ u Bruxellesu, ogradio se od dojma da je Njemačka jedina zemlja koja se protivi uvođenju sankcija Hrvatskoj, navodeće da se takvoj ideji protive još barem tri članice Zajednice.[2]

### 21. srpnja
- Hrvatska sela koja su napali Muslimani posjetili predstavnici europske promatračke misije te posvjedočili o muslimanskim zločinima u hrvatskim selima, tako da se strahuje da 66 masakriranih Hrvata nije konačan broj.[3]
- Nastavljaju se napadi četnika na Orašje.[3]
- Muslimanske snage zaustavile srpsku ofenzivu na Igmanu i ponovno zauzele dio te planine koja nadvisuje Sarajevo.[3]
- Pet bosanskih izbjeglica podnijelo u Parizu tužbu protiv Srba - ratnih zločinca.[3]

### 22. srpnja
- Nakon tri dana uzastopnih žestokih napada muslimanskih snaga na HVO i civile u Bugojnu došlo do malog zatišja.[3]
- Sukobi muslimanskih snaga i HVO-a proširili su se na Livno.[3]
- Srbi topništvom i raketama zemlja-zemlja napadaju Orašje i okolna mjesta.[3]
- U žestokim napadima muslimanskih snaga na položaje HVO-a Žepča poginula četiri branitelja, a osam vojnika ranjeno, no pripadnici 111. brigade HVO-a uspjeli odbiti muslimanski napad.[3]
- Rusija spremna prevesti zrakoplovima vojnike iz islamskih zemalja u BiH, gdje bi trebali pružiti vojnu pomoć bosanskim Muslimanima, izjavio ruski ministar vanjskih poslova Kozirev.[3]
- Willy Claes najavio mogućnost pojačavanje međunarodnih sankcija protiv tzv. Jugoslavije.[3]
- Pomoćnik američkog državnog tajnika za europske poslove izrazio bojazan da bi moglo doći do proširenja sukoba na Balkanu, tako da se sukobi prošire na Kosovo i Makedoniju, pa čak i na neke od članica NATO-a.[3]
- Suprotno tvrdnjama britanske vlade, vojni zapovjednici dokazali političarima da je vojnu intervencija u BiH izvediva i moralno opravdana.[3]
- U glavnom gradu SRJ samo još 15 država ima diplomatsko predstavništvo od 79 stranih ambasada koliko ih je bilo prije 13 mjeseci, prije nego što su nametnute sankcije.[3]

### 23. srpnja
- U općini Novi Travnik postrojbe HVO-a pomaknule crtu obrane prema Zelenici, u viteškoj općini odbile napade na Zabilje i osvojile nove položaje, a u kiseljačkom kraju preuzele strateški važnu kotu Pločare.[3]
- Slovenija odustala od zahtjeva da oko 400 slovenskih odmarališta u Hrvatskoj pređe u slovensko vlasništvo.[3]
- Nakon senzacionalnog otkrića kontejnera s velikom količinom oružja na mariborskom aerodromu, saznalo se da ga je u Maribor dovezao ruski helikopter.[3]
- Glavni tajnik UN Boutros Ghali pismom zatražio da NATO odgodi planiranu akciju slanja savezničkih zrakoplova za zaštitu snaga UN u BiH.[3]
- Belgijski ministar vanjskih poslova Willy Claes napustio Beograd ne sastavši se sa srpskim predsjednikom Slobodanom Miloševićem, jer ga je ovaj odbio primiti.[3]

### 24. srpnja
- Muslimanska vojska u srednjoj Bosni započela novim napadima na postrojbe HVO-a u Gornjem Vakufu i Gračanici.[3]
- Srpske snage protuzrakoplovnim topovima na brezansko-ilijaškom području pucale na helikopter UN te ga prisilile da sleti.[3]
- Američki kongresmeni i židovski lobby zahtijevaju od Clintona da oružanim mjerama prekine srpsku opsadu Sarajeva.[3]

### 25. srpnja
- Ponovljena opća opasnost za područje Županje i Gunje.[3]
- Srpske paravojne postrojbe nastavljaju oružano izazivati na gospićkom području.[3]
- Frits Kalshoven, predsjednik Komisije za ratne zločine u bivšoj Jugoslaviji, istaknuo da je svrha istrage Ovčare dokazati da su u njoj zapravo završili oni ljudi koji su nestali iz vukovarske bolnice.[3]
- Zapovjednik Stožera Vrhovne komande Armije BiH Rasim Delić naredio svojim borcima da prekinu sva ofenzivna djelovanja a teritoriju Republike BiH 25. srpnja 1993. od 10 sati.[3]
- Pripadnici Armije BiH su u selu Vučipolje nedaleko Bugojna ubili 5 tamošnjih Hrvata.[3]

### 26. srpnja
- Od travnja do danas Muslimani su ubili dvije tisuće Hrvata, ali je tragedija zasigurno veća - u Travniku, Fojnici, Kaknju i Konjicu Hrvata više nema - rekao novinarima u Zagrebu dr. Ljubomir Antić, predsjednik saborskog Odbora za ljudska prava.[3]
- Unatoč potpisanom primirju, muslimanske snage žestoko napadaju na svim bojištima - Hrvati ostali u Bugojnu izloženi najgoroj torturi i maltretiranju.[3]
- Predsjednik HR Herceg-Bosne Mate Boban poslao pismo Hanneyu, Stoltenbergu i Owenu u kojemu ih upozorava na bezbrojne dokaze muslimanskih zločina.[3]
- Srpski agresor nastavio silovito napadati položaje branitelja i sva slobodna mjesta na brčanskom području.[3]
- Muzej u Jablanici pretvoren u zatvor i u njemu je zatočeno 900 Hrvata, rečeno novinarima.[3]
- Predsjednik Predsjedništva BiH Alija Izetbegović optužio UN kako nisu gotovo ništa učinili na uspostavi sigurnosnih zona za Muslimane, te pozvao Vijeće sigurnosti da krene u oštriju akciju.[3]

### 27. srpnja
- Ili će predstavnici lokalnih Srba odustati od oružanog otpora ili će Hrvatska u budućnosti morati poduzimati one mjere da bi, u skladu s općim priznanjem teritorijalnog integriteta Hrvatske, vratila svoj suverenitet - istaknuo predsjednik Tuđman u Zagrebu u razgovoru s glavnim urednicima vodećih hrvatskih glasila.[3]
- U povodu najnovijeg napada Srba na UNPROFOR u Sarajevu, general Cot ustvrdio da će ubuduće pripadnici UNPROFOR-a odgovoriti na svaki napad.[3]
- Hrvati u HZ Herceg-Bosni optužuju UNHCR za pristranost u raspodjeli humanitarne pomoći.[3]

### 28. srpnja
- Nastavljeni ženevski pregovori o BiH - predsjednik Tuđman sastao se s američkim i ruskim posebnim izaslanicima Bartholomewom i Čurkinom.[3]
- Predsjednik BiH Izetbegoviću Ženevi predstavio rezervnu varijantu karte na kojoj muslimanska državna jedinica ima prilično široki izlaz na Savu (bez koridora za Srbe), s izlazom na more kod Neuma, koja na istoku seže gotovo do Drine.[3]
- Pripadnici Armije BiH su u selu Doljanima nedaleko Jablanice brutalno poubijali i izmasakrirali 42 Hrvata, stanovnika tog sela.[3]
- Američki predsjednik Clinton sazvao hitan sastanak svog Vijeća za nacionalnu sigurnost u Bijeloj kući da razmotri mogućnost korištenja američkih zračnih snaga u BiH.[3]
- SAD zadovoljne dosadašnjom uspjehom sankcija protiv SRJ te misle da će Srbija biti slomljena do zime.[3]

### 29. srpnja
- Hrvatska zatražila hitnu sjednicu Vijeća sigurnosti zbog tragedije Hrvata u srednjoj Bosni.[3]
- U nastavku ženevskih pregovora postignut sporazum Izetbegovića, Bobana i Karadžića o prekidu vatre.[3]
- Pontonskim mostom u Maslenici krenuli prvi automobili.[3]
- Muslimani topništvom napali središte Viteza, pri čemu je ranjeno šestero djece.[3]
- U povodu napada muslimanskih snaga na Bugojno i tragedije hrvatskog naroda u toj općini, Vladimir Šoljić, predsjednik bugojanskog HVO-a, uputio apel svjetskoj javnosti za spas više od 10,000 žena, djece i iznemoglih staraca.[3]

### 30. srpnja
- Vođa bosanskih Srba Radovan Karadžić priznao da su njegove snage vjerojatno odgovorne za napad na bazu UNPROFOR-a u Sarajevu.[3]
- Predsjedništvo BiH odbilo u Ženevi plan o ustavnom uređenju koji su predložili lord Owen i Stoltenberg.[3]

### 31. srpnja
- Vijeće sigurnosti zahtijeva od hrvatskih snaga povlačenje s Maslenice, a od srpskih snaga da ne ulaze na područje koje bi napustila Hrvatska vojska.[3]
- Kninski Srbi prijete da će srušiti Maslenički most.[3]
- Ustavni sporazum o Uniji republika Bosne i Hercegovine, postignut u Ženevi, predviđa državu od tri konstitutivne republike.[3]
- Hrvatski predsjednik dr. Tuđman rekao novinarima u Ženevi da odlazi kući zadovoljan, jer se stvaranjem Unije republika BiH ostvaruju pretpostavke za rješavanje svih spornih pitanja u bivšoj Jugoslaviji.[3]
- Sporazum mora biti potvrđen u parlamentu BiH, izjavio novinarima u Ženevi predsjednik Predsjedništva BiH Alija Izetbegović.[3]
- Stalni predstavnik Hrvatske pri UN Mario Nobilo pozvao Vijeće sigurnosti da proglasi sigurnosnim područjima Bugojno, Jablanicu, Prozor, Kreševo-Kiseljak-Fojnicu, Novi Travnik-Vitez-Busovaču i Vareš, zbog ugroženosti Hrvata od muslimanskih snaga.[3]
- U Zagrebu održan Osnivački sabor Udruge hrvatskih veterana domovinskog rata, kojoj je prvim predsjednikom postao general zbora Martin Špegelj.[3]
- General-bojnik Slobodan Praljak imenovan za zapovjednika Glavnog stožera Hrvatskog vijeća obrane.[3]
- Muslimanima sporazum iz Ženeve ne znači ništa - Armija BiH ne poštuje potpisano primirje, čak je svoju ofenzivu proširila.[3]